# Torneo Nacional Superior
El Torneo Nacional Superior fou la màxima competició de Puerto Rico de futbol.

## Historial
Font:
- 1911: Minerva FC
- 1912-13: desconegut
- 1914: Celtics FC
- 1915: San Juan FC
- 1916-19: desconegut
- 1920: San Juan FC
- 1921: España FC
- 1922: Real San Juan FC
- 1923-25: desconegut
- 1926: Real San Juan FC
- 1927: España FC
- 1928: España FC
- 1929: España FC
- 1930: España FC
- 1931-33: desconegut
- 1934: Arecibo FC
- 1935: Arecibo FC
- 1936: Real San Juan FC
- 1937-45: desconegut
- 1946: América FC
- 1947: América FC
- 1948: América FC
- 1949: Arqueros Verdes
- 1950: desconegut
- 1951: Arqueros Verdes
- 1952: desconegut
- 1953: Santurce FC
- 1954: desconegut
- 1955: desconegut
- 1956: Caribes FC
- 1957: Caribes FC
- 1958: Arqueros Verdes
- 1959: Millionarios FC
- 1960: Suizos FC
- 1961: Atlético de Añasco
- 1962: Atlético de Añasco
- 1963 Ap: Don Bosco FC
- 1963 Cl: Deportivo Español
- 1964: Interguayamés FC
- 1965: Atlético de Añasco
- 1966: desconegut
- 1967: Roosevelt FC
- 1968: Roosevelt FC
- 1969: Don Bosco FC
- 1970: Don Bosco FC
- 1971: Guayama FC
- 1972: Roosevelt FC
- 1973: Roosevelt FC
- 1974: Guayama FC
- 1975: Academia Quintana FC
- 1976: Atlético Guayamés
- 1977: Atlético Guayamés
- 1978: Academia Quintana FC
- 1979: Remanso FC
- 1980: YaMa Sun Oil
- 1981: Academia Quintana FC
- 1982: desconegut
- 1983: Brujos de Guayama
- 1984: Academia Quintana FC
- 1985: Brujos de Guayama
- 1986: Academia Quintana FC
- 1987: Brujos de Guayama
- 1988: Academia Quintana FC
- 1989: Academia Quintana FC
- 1991: Guayama FC
- 1992: Bucaneros de Arroyo
- 1993: Bucaneros de Arroyo
- 1994: Don Bosco FC
- 1995-96: Academia Quintana FC
- 1996-97: Academia Quintana FC
- 1997-98: Academia Quintana FC
- 1998-99: CF Nacional (Carolina)
- 1999-00: Academia Quintana FC
- 2000-01: Academia Quintana FC
- 2001-02: Academia Quintana FC